# Gesto delle fiche

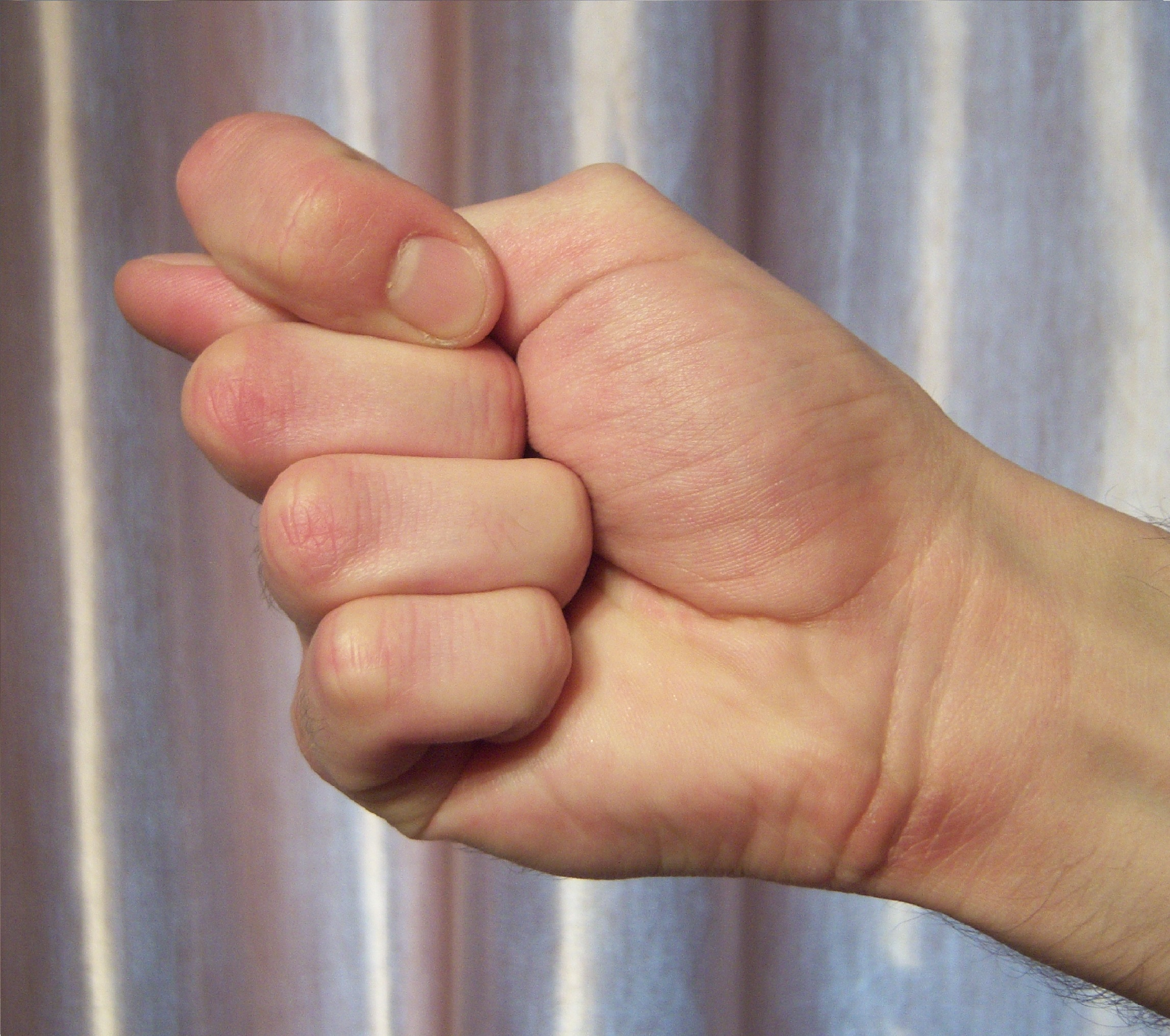
Esempio di gesto delle fiche, dove con le dita della mano chiuse a pugno si appone il pollice tra indice e medio

Il gesto delle fiche è un gesto della mano che viene effettuato inserendo il pollice tra l'indice e il medio, con le altre dita chiuse a pugno.

## Storia e simbologia
Il nome di tale gesto deriva probabilmente da fico (o fica) nel linguaggio veterinario antico nel senso di "tumore più o meno voluminoso […] che si osserva d'ordinario intorno alle aperture naturali del corpo e sugli organi della generazione dei quadrupedi domestici, e più specialmente degli asini e dei muli". Il gesto del fare le fiche sarebbe quindi l'imitazione, tramite il pollice, delle escrescenze carnose che crescono sui genitali di determinati quadrupedi.
Le origini vengono fatte risalire all'epoca degli Etruschi e dei Romani, dove il gesto della manu fica aveva inizialmente un significato apotropaico per esorcizzare gli spiriti dei morti durante i Lemuralia ed è stato rinvenuto su molti amuleti.
Con l'avvento del Cristianesimo ed il conseguente rigetto di molti dei simbolismi pagani, il gesto, definito manu obscena, ha perso ogni significato rituale assumendo esclusivamente una connotazione volgare ed è presente in molti testi letterari e dipinti fino al '600. Il gesto viene citato anche da Dante nel canto venticinquesimo dell'Inferno nei versi 1-16, dove l'anima di Vanni Fucci compie questo gesto come atto blasfemo nei confronti di Dio.
le mani alzò con amendue le fiche,

gridando: “Togli, Dio, ch’a te le squadro!”»
(Dante Alighieri, Divina Commedia, Inf. XXV, 1-3)
Rappresentano una ricca testimonianza iconografica i tanti corredi figurativi del poema dantesco, che traducono il gesto in immagine in maniera inequivocabile.
Oggi caduto in disuso nei suoi significati originali, sia rituale che volgare, lo stesso gesto viene tuttavia comunemente utilizzato in moltissime regioni d'Italia, in maniera del tutto innocente, nell'infantile gioco del nasino.
Soltanto in Sardegna tuttora resiste, sia come gesto apotropaico di scongiuro, sia di bestemmia se rivolto al cielo, sia di malaugurio e maledizione se rivolto a una persona.